# スカンピテッラ
スカンピテッラ（伊: Scampitella）は、イタリア共和国カンパニア州アヴェッリーノ県にある、人口約1,200人の基礎自治体（コムーネ）。

## 地理

### 位置・広がり

#### 隣接コムーネ
隣接するコムーネは以下の通り。括弧内のFGはフォッジャ県（プッリャ州）所属を示す。
- アンツァーノ・ディ・プーリア (FG)
- ビザッチャ
- ラチェドーニア
- サンターガタ・ディ・プーリア (FG)
- トレヴィーコ
- ヴァッラータ
- ヴァッレザッカルダ